# Кастельнуово-Бельбо
Кастельнуово-Бельбо (італ. Castelnuovo Belbo, п'єм. Castelneuv Belb) — муніципалітет в Італії, у регіоні П'ємонт,  провінція Асті.
Кастельнуово-Бельбо розташоване на відстані близько 470 км на північний захід від Рима, 65 км на південний схід від Турина, 20 км на південний схід від Асті.
Населення — 894 особи (2014).
Щорічний фестиваль відбувається 3 лютого. Покровитель — святий Власій.

## Демографія
Населення за роками:

Станом на 1 січня 2023 року в муніципалітеті офіційно проживало 86 іноземців з 13 країн, серед них 45 громадян країн Євросоюзу та 7 громадян України.

## Сусідні муніципалітети
- Бергамаско
- Бруно
- Інчиза-Скапаччино
- Момбаруццо
- Ніцца-Монферрато